# Nikola Jovović
Nikola Jovović (* 13. Februar 1992 in Novi Sad) ist ein serbischer Volleyballspieler.

## Karriere
Jovović begann 2002 seine Volleyball-Karriere in einer Schulmannschaft. In seiner Heimatstadt spielte er für OK Vojvodina Novi Sad. Bei den Turnieren der Jugend und Junioren entwickelte er sich zu einem der erfolgreichsten Nachwuchsspieler seines Landes. 2009 wurde er Vize-Europameister und Weltmeister. Ein Jahr später erreichte er den dritten Rang bei der Junioren-EM. Zuletzt gewann er bei der WM 2011 erneut Bronze. Wegen der Erfolge gilt er in seiner Heimat als Nachfolger des Olympiasiegers Nikola Grbić. Mit seinem Verein wurde er außerdem 2010 serbischer Pokalsieger. 2011 verpflichtete ihn der deutsche Meister VfB Friedrichshafen als zweiten Zuspieler. 2012 und 2014 wurde Jovović hier DVV-Pokalsieger.